# 권대희 (축구 선수)
권대희(1989년 8월 16일 ~ )는 대한민국의 축구 선수이다. 포지션은 수비수이다. 